# Raça de gat
Una raça de gat és un grup de gats que tenen característiques molt similars i que està acceptada per alguna organització internacional com la Federació Internacional Felina.

## Llista de races
- Gat american Curl
- Gat americà de pèl aspre
- Gat americà de pèl curt
- Gat britànic de pèl curt
- Gat d'angora
- Gat bengala
- Bobtail japonès
- Gat birmà
- Gat blau rus
- Gat bombai
- Gat del bosc de Noruega
- Gat comú europeu
- Cornish rex
- Devon rex
- Dragon Li
- Gat exòtic
- Fold escocès
- Rex alemany
- Habana brown
- Gat himalaià
- Gat Korat
- Maine coon
- Gat manx
- Mau egipci
- Gat munchkin
- Ocicat
- Gat oriental
- Gat oriental de pèl llarg
- Gat persa
- Ragdoll
- Gat sagrat de Birmània
- Gat salvatge
- Gat salvatge europeu
- Gat salvatge africà
- Gat salvatge asiàtic
- Gat siamès
- Siamès tradicional
- Siamès modern
- Selkirk rex
- Gat siberià
- Gat silvestre
- Gat esfinx
- Gat serengeti
- Gat seychellois
- Gat snowshoe
- Gat tonquinès
- Gat van turc